# Diane Keaton
Diane Keaton eredeti nevén Diane Hall (Los Angeles, Kalifornia, 1946. január 5. –) Oscar- és Golden Globe-díjas amerikai színésznő.

## Élete és pályafutása
Családja négy gyermeke közül ő a legidősebb. Apja, Jack Hall mérnök, anyja, Dorothy Keaton amatőr fényképész volt. 1965-től drámatagozatos főiskolán tanult, majd egy év múlva Manhattanben próbált szerencsét. Csatlakozott egy színtársulathoz és zenés-táncos produkciókkal lépett fel éjszakai szórakozóhelyeken. A nagy áttörést 1972-ben A Keresztapa első része jelentette számára.

## Magánélete
Furcsa nőnek tartották már karrierje elején, és ez mára sem változott. Diane Keaton – annak ellenére, hogy soha nem ment férjhez – 50 év alatt számos sztárkollégájával folytatott viszonyt: szerelmi és szakmai téren jó tanácsokkal látja el fiatalabb kolléganőit.
Woody Allennel az 1970-es évek nagy részét együtt töltötte, és máig jó barátságban vannak. Őt Warren Beatty követte, de Al Pacino még kezdő színészként kezdeményezett viszonyt Keatonnal. A Keresztapa-trilógia forgatásai alatt, kisebb szünetekkel, de együtt éltek. Jack Nicholsont a Minden végzet nehéz című közös filmjük forgatásán bűvölte el a színésznő. Ugyanennek a filmek köszönheti Keaton a kalandját Keanu Reevesszel is, ám ezt az affért hevesen igyekeztek tagadni.
„Soha nem tudtam túl sokáig alkalmazkodni egy férfihoz, viszont szeretni nagyon tudtam. Ha mindannyiszor férjhez mentem volna, amikor megkérték a kezem, most talán én tartanám a válási rekordot az Államokban. Viccet félretéve, a fő gond a bizalom. Soha nem bíztam senkiben annyira, hogy hozzákössem az életem”
Diane Keaton sosem szült gyereket, azonban kettőt örökbe fogadott: Dexter (1996) és Duke Keatont (2000).

## Érdekességek
- Nem egy szereplőválogatásról küldték el még a karrierje elején: túl magasnak találták. Ezért a 173,5 centis színésznő „lehúzódott” közel öt centit, és bővebb nadrágokban ment a válogatásokra, így nem látták, ahogy a berogyasztott térddel áll a leendő partner elé.
- Az Annie Hall idején viselt nyakkendővel, férfi inggel, mellénnyel egyedi stílust teremtett. Diane ruhatárához azonban nem csak ezek a darabok tartoznak: gyakran visel egyszerre nadrágot és szoknyát, és szereti a blézereket. Imádja az öveket, a kalapokat és a különleges szemüvegeket, de a kesztyűről is nagyon nehezen mond le: „Nem érdekel, mi a menő, nekem megvan a saját stílusom, amely vagy divatos éppen, vagy nem.”
- Sok nőről elmondható, hogy cipőmániás, de Diane-ről nem, ha tehetné, csak mezítláb járna: „Így nincs gond azzal, hogy kicsi vagy nagy, milyen a színe, és a lábamat sem deformálja el.”

## Filmográfia

### Film

#### Rendező és producer
| Év   | Magyar cím         | Eredeti cím            | Feladatkör | Feladatkör | Megjegyzések    |
| Év   | Magyar cím         | Eredeti cím            | Rendező    | Producer   | Megjegyzések    |
| ---- | ------------------ | ---------------------- | ---------- | ---------- | --------------- |
| 1982 |                    | What Does Dorrie Want? | Igen       | Nem        | rövidfilm       |
| 1987 |                    | Heaven                 | Igen       | Nem        | forgatókönyvíró |
| 1989 | A citrom nővérek   | The Lemon Sisters      | Nem        | Igen       |                 |
| 1995 | Álmok hősei        | Unstrung Heroes        | Igen       | Nem        |                 |
| 2000 | Női vonalak        | Hanging Up             | Igen       | Nem        |                 |
| 2003 | Elefánt            | Elephant               | Nem        | Vezető     |                 |
| 2008 | Anyám!             | Smother                | Nem        | Vezető     |                 |
| 2015 | Káosz karácsonyra  | Love the Coopers       | Nem        | Vezető     |                 |
| 2019 | Pompon klub        | Poms                   | Nem        | Vezető     |                 |
| 2022 | Hirtelen 70        | Mack & Rita            | Nem        | Vezető     |                 |
| 2023 | Talán igent mondok | Maybe I Do             | Nem        | Vezető     |                 |

#### Színész
| Év   | Magyar cím                                  | Eredeti cím                                  | Szerep                | Magyar hang        |
| ---- | ------------------------------------------- | -------------------------------------------- | --------------------- | ------------------ |
| 1970 | Szerelmesek és más idegenek                 | Lovers and Other Strangers                   | Joan Vecchio          | Egri Márta         |
| 1972 | A Keresztapa                                | The Godfather                                | Kay Adams-Corleone    | Egri Márta         |
| 1972 | A Keresztapa                                | The Godfather                                | Kay Adams-Corleone    | Kovács Nóra        |
| 1972 | Játszd újra, Sam!                           | Play It Again, Sam                           | Linda Christie        | Egri Márta         |
| 1972 | Játszd újra, Sam!                           | Play It Again, Sam                           | Linda Christie        | Kisfalvi Krisztina |
| 1973 | Hétalvó                                     | Sleeper                                      | Luna Schlosser        | Détár Enikő        |
| 1974 | A Keresztapa II.                            | The Godfather Part II                        | Kay Adams Corleone    | Egri Márta         |
| 1974 | A Keresztapa II.                            | The Godfather Part II                        | Kay Adams Corleone    | Kovács Nóra        |
| 1975 | Szerelem és halál                           | Love and Death                               | Sonja                 | Bertalan Ágnes     |
| 1976 | Boldogító igen... vagy nem?                 | I Will, I Will... for Now                    | Katie Bingham         | Bánsági Ildikó     |
| 1976 | Harry és Walter New Yorkba megy             | Harry and Walter Go to New York              | Lissa Chestnut        | Tóth Enikő         |
| 1977 | Annie Hall                                  | Annie Hall                                   | Annie Hall            | Bánsági Ildikó     |
| 1977 | Nappalok és éjszakák                        | Looking for Mr. Goodbar                      | Theresa Dunn          |                    |
| 1978 | Vívódások (Belső terek)                     | Interiors                                    | Renata                | Bertalan Ágnes     |
| 1979 | Manhattan                                   | Manhattan                                    | Mary Wilkie           | Bánsági Ildikó     |
| 1979 | Manhattan                                   | Manhattan                                    | Mary Wilkie           | Spilák Klára       |
| 1981 |                                             | The Wizard of Malta                          | narrátor              |                    |
| 1981 | Vörösök                                     | Reds                                         | Louise Bryant         | Kovács Nóra        |
| 1982 | Válás előtt                                 | Shoot the Moon                               | Faith Dunlap          | Kovács Nóra        |
| 1984 | Kettős szerepben                            | The Little Drummer Girl                      | Charlie               |                    |
| 1984 | Mrs. Soffel – Börtönszerelem                | Mrs. Soffel                                  | Kate Soffel           | Bodnár Erika       |
| 1984 | Mrs. Soffel – Börtönszerelem                | Mrs. Soffel                                  | Kate Soffel           | Kovács Nóra        |
| 1986 | Bűnös szívek                                | Crimes of the Heart                          | Lenny Magrath         | Kútvölgyi Erzsébet |
| 1987 | A rádió aranykora                           | Radio Days                                   | szilveszteri énekesnő | Sándor Erzsi       |
| 1987 | Bomba bébi                                  | Baby Boom                                    | J.C. Wiatt            | Bánsági Ildikó     |
| 1988 | Két szülő közt                              | The Good Mother                              | Anna Dunlop           |                    |
| 1989 | A citrom nővérek                            | The Lemon Sisters                            | Eloise Hamer          |                    |
| 1990 | A Keresztapa III.                           | The Godfather Part III                       | Kay Adams Michelson   | Egri Márta         |
| 1990 | A Keresztapa III.                           | The Godfather Part III                       | Kay Adams Michelson   | Kovács Nóra        |
| 1991 | Az örömapa                                  | Father of the Bride                          | Nina Banks            | Andresz Kati       |
| 1993 | Rejtélyes manhattani haláleset              | Manhattan Murder Mystery                     | Carol Lipton          | Kovács Nóra        |
| 1993 | Nicsak, ki beszél most!                     | Look Who's Talking Now                       | Daphne (hangja)       | Vándor Éva         |
| 1995 | Örömapa 2.                                  | Father of the Bride Part II                  | Nina Banks            | Andresz Kati       |
| 1996 | Elvált nők klubja                           | The First Wives Club                         | Annie Paradis         | Bodnár Erika       |
| 1996 | Marvin szobája                              | Marvin's Room                                | Bessie Wakefield      | Kovács Nóra        |
| 1997 | Szerelem másodkézből                        | The Only Thrill                              | Carol Fitzsimmons     |                    |
| 1999 | Carla új élete                              | The Other Sister                             | Elizabeth Tate        | Hámori Ildikó      |
| 2000 | Női vonalak                                 | Hanging Up                                   | Georgia Mozell        | Andai Györgyi      |
| 2001 | Félrelépősdi                                | Town & Country                               | Ellie Stoddard        |                    |
| 2001 | Mrs. Maffia                                 | Plan B                                       | Fran Varecchio        | Vándor Éva         |
| 2003 | Minden végzet nehéz                         | Something's Gotta Give                       | Erica Barry           | Bánsági Ildikó     |
| 2005 |                                             | Terminal Impact                              | narrátor              |                    |
| 2005 | Kőkemény család                             | The Family Stone                             | Sybil Stone           | Bánsági Ildikó     |
| 2007 | Férjhez mész, mert azt mondtam              | Because I Said So                            | Daphne Wilder         | Kovács Nóra        |
| 2007 | Mama kicsi fia                              | Mama's Boy                                   | Jan Mannus            | Kovács Nóra        |
| 2008 | Van az a pénz, ami megbolondít              | Mad Money                                    | Bridget Cardigan      | Kovács Nóra        |
| 2008 | Anyám!                                      | Smother                                      | Marilyn Cooper        | Vándor Éva         |
| 2010 | Ébredj velünk                               | Morning Glory                                | Colleen Peck          | Bánsági Ildikó     |
| 2012 | Egy drága társ                              | Darling Companion                            | Beth Winter           | Kovács Nóra        |
| 2013 | A nagy nap                                  | The Big Wedding                              | Ellie Griffin         | Bánsági Ildikó     |
| 2014 | Szerelem a végzetem                         | And So It Goes                               | Leah                  | Kovács Nóra        |
| 2014 | Öt emelet boldogság                         | 5 Flights Up                                 | Ruth Carver           | Kovács Nóra        |
| 2015 | Káosz karácsonyra                           | Love the Coopers                             | Charlotte Cooper      | Bánsági Ildikó     |
| 2016 | Szenilla nyomában                           | Finding Dory                                 | Jenny (hangja)        | Kovács Nóra        |
| 2017 |                                             | Hampstead                                    | Emily Walters         |                    |
| 2018 | Könyvklub – avagy az alkony ötven árnyalata | Book Club                                    | Diane                 | Bánsági Ildikó     |
| 2019 | Pompon klub                                 | Poms                                         | Martha                | Bánsági Ildikó     |
| 2020 |                                             | Father of the Bride, Part 3(ish) (rövidfilm) | Nina Banks            |                    |
| 2020 | Szerelmek, esküvők és egyéb katasztrófák    | Love, Weddings & Other Disasters             | Sara                  | Kovács Nóra        |
| 2022 | Hirtelen 70                                 | Mack & Rita                                  | Rita                  | Bánsági Ildikó     |
| 2023 | Talán igent mondok                          | Maybe I Do                                   | Grace                 | Bánsági Ildikó     |
| 2023 | Könyvklub: A következő fejezet              | Book Club: The Next Chapter                  | Diane                 | Bánsági Ildikó     |
| 2024 | Barátnők újratöltve                         | Arthur's Whisky                              | Linda                 | Bánsági Ildikó     |
| 2024 | Mindörökké nyár                             | Summer Camp                                  | Nora                  | Bánsági Ildikó     |

### Televízió
| Év        | Magyar cím                         | Eredeti cím                               | Szerep               | Megjegyzések                                                |
| --------- | ---------------------------------- | ----------------------------------------- | -------------------- | ----------------------------------------------------------- |
| 1970      |                                    | Love, American Style                      | Louise               | 1 epizód                                                    |
| 1970      |                                    | Rod Serling's Night Gallery               | Frances Nevins nővér | 1 epizód                                                    |
| 1971      |                                    | The F.B.I.                                | Diane Britt          | 1 epizód                                                    |
| 1971      |                                    | Mannix                                    | Cindy Conrad         | 1 epizód                                                    |
| 1972      |                                    | Men of Crisis: The Harvey Wallinger Story | Renata Wallinger     | rövidfilm                                                   |
| 1977      |                                    | The Godfather Saga                        | Kay Adams Corleone   | minisorozat (4 epizód)                                      |
| 1991      | Vadvirágok                         | Wildflower                                | nem szerepel         | tévéfilm (rendező)                                          |
| 1992      | Válaszd a befutót!                 | Running Mates                             | Aggie Snow           | - tévéfilm - magyar hangja: - Kovács Nóra                   |
| 1994      | Amelia Earhart – Az utolsó repülés | Amelia Earhart: The Final Flight          | Amelia Earhart       | - tévéfilm - magyar hangja: - Andai Györgyi                 |
| 1997      | Északi fények                      | Northern Lights                           | Roberta Blumstein    | tévéfilm (vezető producer)                                  |
| 2001      | Hitetlenek (Mária nővér megmondja) | Sister Mary Explains It All               | Mária Ignatius nővér | - tévéfilm - magyar hangja: - Spilák Klára                  |
| 2001–2002 |                                    | Pasadena                                  | nem szerepel         | - vezető producer (13 epizód) - rendező (1 epizód)          |
| 2002      | Keresztutak                        | Crossed Over                              | Beverly Lowry        | tévéfilm (vezető koproducer)                                |
| 2003      | Vékony jégen                       | On Thin Ice                               | Patsy McCartle       | tévéfilm (vezető producer)                                  |
| 2006      | Ki voltál, lányom?                 | Surrender, Dorothy                        | Natalie Swerdlow     | - tévéfilm (vezető producer) - magyar hangja: - Kovács Nóra |
| 2011      |                                    | Tilda                                     | Tilda Watski         | tévéfilm                                                    |
| 2016      | Az ifjú pápa                       | The Young Pope                            | Mary nővér           | 10 epizód                                                   |
| 2019      | Zöld sonka és zöld tojás           | Green Eggs and Ham                        | Michellee (hangja)   | 13 epizód                                                   |

## Fontosabb díjak és jelölések
| Díj                                          | Év   | Kategória                                 | Szerep      | Film                |
| -------------------------------------------- | ---- | ----------------------------------------- | ----------- | ------------------- |
| Oscar-díj                                    | 1978 | legjobb női főszereplő                    | Annie Hall  | Annie Hall          |
| BAFTA-díj                                    | 1978 | legjobb női főszereplő                    | Annie Hall  | Annie Hall          |
| Golden Globe-díj                             | 1978 | legjobb női főszereplő (musical/vígjáték) | Annie Hall  | Annie Hall          |
| Golden Globe                                 | 2004 | legjobb női főszereplő (musical/vígjáték) | Erica Barry | Minden végzet nehéz |
| National Board of Review                     | 1977 | Legjobb női főszereplő                    | Annie Hall  | Annie Hall          |
| National Board of Review                     | 2003 | Legjobb női főszereplő                    | Erica Barry | Minden végzet nehéz |
| National Society of Film Critics Awards      | 1977 | Legjobb női főszereplő                    | Annie Hall  | Annie Hall          |
| New York-i Filmkritikusok Egyesületének díja | 1977 | Legjobb női főszereplő                    | Annie Hall  | Annie Hall          |

## Magyarul megjelent művei
- Diane Keaton: Játszd újra, Diane; ford. Béresi Csilla; Kossuth, Bp., 2012
- Diane Keatonː Elég volt a bújócskából!; ford. Medgyesy Zsófia; Kossuth, Bp., 2014